# Bitva u La Coruñi
Bitva u La Coruñi byla střetem napoleonských válek. Střetla se zde britská a francouzská vojska.

## Pozadí
V listopadu 1809 Napoleon se 194 tisíci muži vpadl do Španělska. Španělé museli ustupovat a 4. prosince byl dobyt Madrid. Nyní se Napoleon chystal vyhnat britské jednotky z Galicie.

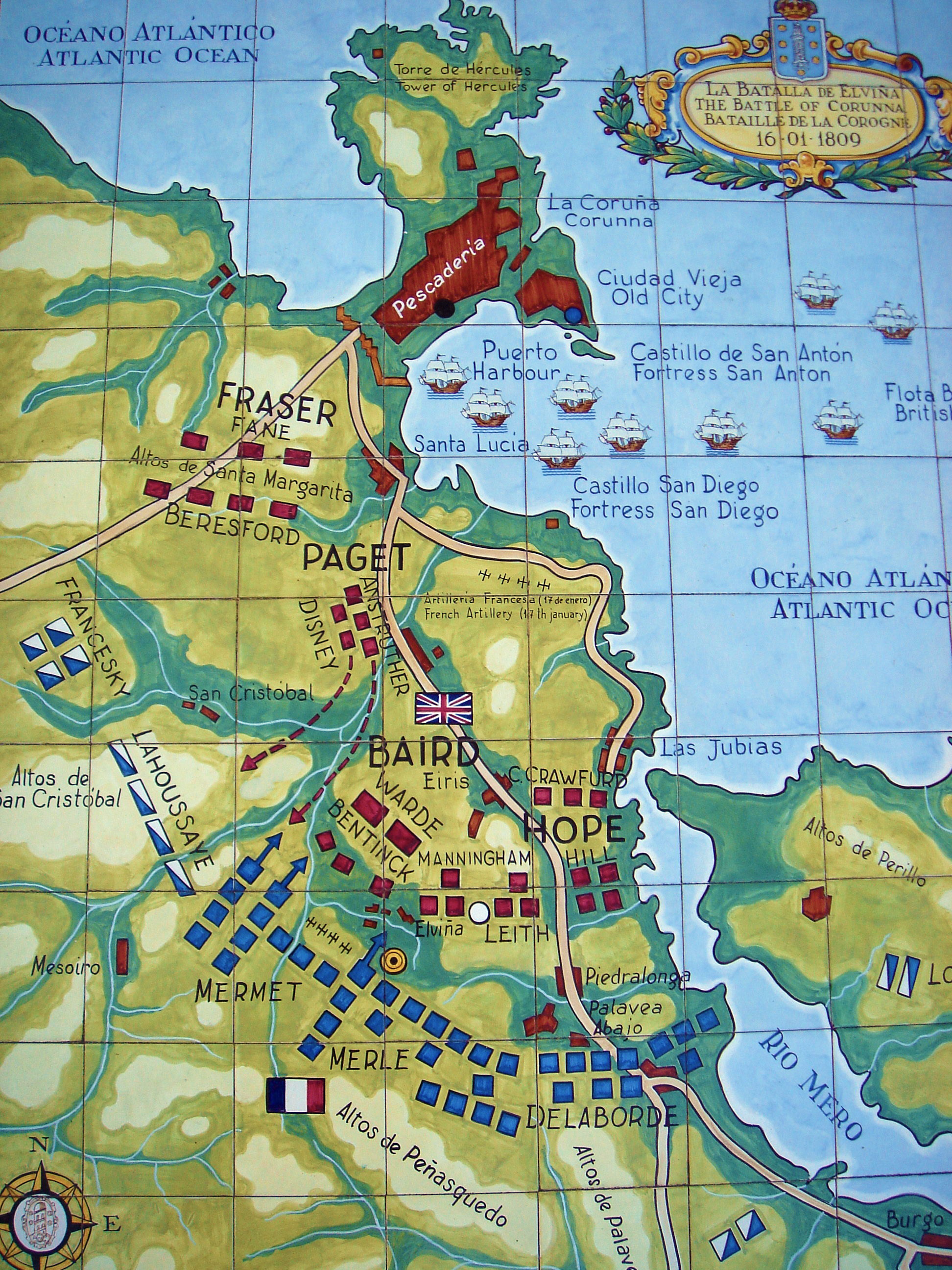
Mapa bitvy

Britské jednotky v Galicii tou dobou zahájily postup ze Salamanky na severovýchod, ale 23. prosince se jejich velitel Moore dozvěděl o tom, že proti němu postupuje Napoleonova armáda, a zahájil ústup. Bylo jasné, že se bude muset z Galicie stáhnout.
Napoleon byl Moorovi v patách a věřil, že jeho síly rozdrtí. Zdálo se, že se mu to povede, ale ve střední Evropě se chystala další válka s Rakouskem. Napoleon usoudil, že události ve střední Evropě mají přednost před Španělskou frontou a vrátil se do Francie, kde se připravil na tažení proti Rakousku. Pronásledování Angličanů nechal maršálu Soultovi. Ten se s Moorem dohonil 15. ledna 1809 u La Coruñi, kde se naloďoval k ústupu z Galicie.

## Bitva
16. ledna odpoledne zahájili Francouzi dělostřelbu. Následoval francouzský útok na ves Elviñu. Britové zakolísali, přičemž Francouzi ji pomalu dobývali. Moore stačil připravit protiútok než ho zasáhla francouzská kulka. Tomuto zranění později podlehl
Jeho zranění morálkou Britů neotřáslo. Naopak Britové dokázali Francouze z Elviñi vytlačit. V půl páté odpoledne bitva utichla. Během noci se Britové nalodili a další den ráno jejich lodě odpluly.